# Демидов, Яков Ермолаевич
Яков Ермола́евич Деми́дов (10 (23) апреля 1889, деревня Слобода, Дубровская волость, Поречский уезд, Смоленская губерния, Российская империя — 1 (14) ноября 1918, Поречье) — русский революционер, член РСДРП(б).

## Биография
Родился в 1889 году в деревне Слобода Смоленской губернии в семье малоземельного крестьянина.
Учился в Дубровской церковно-приходской школе, которую во время учёбы Демидова преобразовали в двухклассное сельское училище с пятилетним сроком обучения. Годы обучения совпали с первой русской революцией. Демидов окончил училище с отличием и хотел поступить в учительскую семинарию. Однако из-за отсутствия денег в семье, Яков уехал в Москву на заработки. Жил юноша у своего дяди В. Д. Демидова — участника революции 1905 года. Работал сначала в трамвайном депо, а затем на ипподроме.

### Русская императорская армия
В 1910 году в 21 года Якова Демидова призвали на службу в Русскую императорскую армию. Он служил в лейб-гвардии драгунском полку, расквартированном в Петергофе.
В 1914 году с началом Первой мировой войны оказался на фронте. За отличие в боях был награжден тремя Георгиевскими крестами. Был произведен в прапорщики.
Февральская революция 1917 года застала его в Брянске, где он командовал ротой 257-го стрелкового полка.
В 1917 году 257-й полк перебросили в Гомельскую губернию. Здесь Демидова избрали членом местного совдепа и редактором газеты «Известия». В августе этого же года Речицкая большевистская организация приняла Я. Е. Демидова в члены РСДРП(б).
3 марта 1918 года представители Советской России заключили с Центральными державами сепаратный мирный договор, обеспечивший выход РСФСР из Первой мировой войны. Одновременно с работой мирной делегации в Петрограде действовала комиссия по демобилизации. 12 февраля 1918 года был опубликован приказ главковерха Крыленко о демобилизации старой армии. Наконец 2 марта был опубликован приказ Наркомвоена о демобилизации всех призванных возрастов старой армии. В марте 1918 года Я. Е. Демидов демобилизовался.

### В Поречском уезде
После заключения Брестского мира РСДРП(б) была переименована в Российскую коммунистическую партию — РКП(б). Демидов с путёвкой Смоленского губкома РКП(б) прибыл в Поречье, где начал активную партийную работу. На тот момент власть в уезде осуществлялась комиссаром Временного правительства, которым автоматически стал председатель уездной управы С. Л. Глинка.
15 марта 1918 года в Поречье в здании земской управы состоялся второй уездный съезд Советов (первый съезд состоялся в январе 198 года). Демидов выступил с основным докладом по текущему моменту. Съезд избрал Демидова председателем Поречского уездного исполкома. Также Демидов исполнял обязанности председателя Поречского уездного комитета РКП (б). На следующий день вооружённые коммунисты предложили членам городской и уездной управы сдать все дела. Председатель уездной земской управы С. Л. Глинка в акте о передачи дел отметил, что «Власть земской управы сложена под вооружённым давлением большевиков». Таким образом власть в Поречья перешла к большевикам.
В апреле 1918 год на общем собрании коммунистов Поречского уезда был избран Поречский уездно-городской комитет РКП (б). Председателем комитета съезд избрал прапорщика Демидова, заместителем председателя - унтер-офицена Писарева.
Весной 1918 года по инициативе Демидова и комиссара земотдела уисполкома Мочалова на базе помещичьих имений в деревнях Хотеево и Заборье были организованы сельскохозяйственные коммуны. Летом этого же года под руководством Я.Е.Демидова и при его непосредственном участии было создано 450 комитетов деревенской бедноты, сыгравших решающую роль в установлении советской власти.
В начале июня 1918 года трудящиеся поречского уезда избрали Якова Демидова делегатом на V Всероссийский съезд Советов. В центральном государственном архиве сохранился письменный доклад, адресованный съезду, подписанный поречской делегацией во главе с Демидовым. В нем говорится о контрреволюционных вылазках врагов советской власти в уезде, о продовольственных и хозяйственных трудностях. Съезд Советов состоялся 4 — 10 июля 1918 года в Москве. По возвращении со съезда Советов Демидов организовал уездную газету «Слово коммуниста», став одним из её редакторов. Несмотря на бумажный голод, газету издавали регулярно два раза в неделю, порой на оберточной бумаге.
Уже в ноябре 1918 года в уездной поречской партийной организации насчитывалось 114 коммунистов. Кроме этого, осенью 1918 года под руководством Демидова были созданы коммунистические ячейки в поречской гарнизонной роте, в Дубровской, Лоинской, Заборьевской и других волостях общей численностью более 120 человек.
В ночь с 12 на 13 ноября 1918 года в Поречском уезде началось антисоветское восстание. Восставшие захватили Поречье. В ночь с 14 на 15 ноября Яков Демидов и ряд его соратников были расстреляны. 15 ноября в город вошли отряды красногвардейцев из Смоленска и местной народной милиции. Восстание было подавлено.
Расстрелянных членов Пореченского укома похоронили в братской могиле за алтарной частью церкви Успения Пресвятой Богородицы. Спустя несколько дней Поречский уездный исполком принял решение о переименование города Поречье в город Демидов. Постановление было утверждено в Москве и с 20 декабря 1918 года город стал называться Демидов, а Поречский уезд — Демидовским.

## Память
19 ноября 1918 года исполком Поречского уездного Совета рабочих, солдатских и крестьянских депутатов постановил в память Я. Е. Демидова переименовать город Поречье в Демидов, а Поречский уезд Смоленской губернии в Демидовский уезд. Это постановление поддержал Смоленский губисполком. Затем постановление утвердил Всероссийский центральный исполнительный комитет. 20 декабря 1918 года город Поречье был переименован в Демидов. Это переименование считается первым в послереволюционной истории России.
В 1967 году в городском саду районого центра был установлен бюст Я. Е. Демидова (скульптор В. Л. Кербель, архитектор С. В. Шестопал).